# Кюрі
Кюрі́ (рос. кюри, англ. curie, нім. Curie-Einheit f, Curie n) — одиниця радіоактивності, що дорівнює радіоактивності речовини, у якій протягом 1 сек відбувається 3,7×1010 радіоактивних розпадів. Скорочено — Кі. Одиниця визначена за розпадом 1 грама ізотопу радію-226.
Назва походить від прізвища подружжя фізиків П'єра Кюрі і Марії Склодовської-Кюрі.
Використовують кратні й часткові одиниці:
- мегакюрі (МКі): МКі = 1 × 106 Кі

- мілікюрі (мКі): 1 мКі = 1 × 10−3 Кі
- мікрокюрі (мкКі): 1 мкКі = 1 × 10−6 Кі
- нанокюрі (нКі): 1 нКі = 1 × 10−9 Кі.

З 1985 року замість одиниці радіоактивності кюрі у системі SI використовується одиниця вимірювання радіоактивності бекерель.